# Sungurlare
Sungurlare (en búlgaro: Сунгурларе) es una ciudad de Bulgaria en la provincia de Burgas.

## Geografía
Se encuentra a una altitud de 202 m s. n. m. a 368 km de la capital nacional, Sofía.

## Demografía
Según estimación 2012 contaba con una población de 2 803 habitantes.
|         | 2004  | 2005  | 2006  | 2007  | 2008  | 2009  | 2010  |
| Mujeres | 1 867 | 1 865 | 1 844 | 1 778 | 1 776 | 1 735 | 1 678 |
| Varones | 1 796 | 1 789 | 1 772 | 1 713 | 1 707 | 1 681 | 1 604 |
| Total   | 3 663 | 3 654 | 3 616 | 3 491 | 3 473 | 3 416 | 3282  |